# Poluvilenjak
U J. R. R. Tolkienovu izmišljenom svijetu, poluvilenjaci (sindarinski jd Peredhel, mn Peredhil, kvenijski jd Perelda) su potomci vilenjaka i Ljudi. Oni nisu posebna rasa nego sami odabiru hoće li biti pribrojeni vilenjacima ili ljudima. Ovo je vrlo važno jer iako se vilenjaci i ljudi mogu miješati i imati plodno potomstvo, njihove sudbine se razlikuju: vilenjaci su besmrtni (ne umiru, a ako poginu ponovno se utjelove, dok Arda traje), dok su ljudi smrtni (nakon smrti njihove duše napuštaju svijet te odlaze na nepoznato mjesto, a ni njihova sudbina nije poznata).
Poznate su tri, moguće četiri, veze vilenjaka i ljudi koje su imale potomke. Tri veze su bile među pripadnicima vladarskih kuća vilenjaka i ljudi iz starine, Calaquenda i Edainia: To su bili Lúthien i Beren, Idril i Tuor, te Arwen i Aragorn. Prva dva para vjenčala su se krajem Prvog doba Međuzemlja dok se treći par vjenčao nekih šest i pol tisuća godina kasnije krajem Trećeg doba. Treći par ne samo da potječe od prva dva para, nego također i od braće Peredhil, Elrosa i Elronda, koji su odabrali živjeti prvi kao čovjek, a drugi kao vilenjak te tako razdvojili svoje i sudbine svojih potomaka. Tolkien kaže da je brak Arwenin i Aragornov ponovno ujedinio ove razdvojene grane poluvilenjaka čime je loza obnovljena. Drugi od navedenih brakova jedini je u kojem vilenjakinja nije postala smrtnicom, nego je Tuor ubrojen među vilenjake. U sva četiri poznata slučaja muškarac je bio smrtnik, a žena vilenjakinja.
Četvrto sjedinjenje, između Imrazôra i Mithrellas, po tradiciji utemeljilo je lozu Princa Imrahila.
Poput mnogih drugih zamisli u Tolkienovu djelu, zamisao o poluvilenjacima posuđena je iz nordijske mitologije, u kojoj su vilenjaci povremeno imali djecu s ljudima.

## Povijest

### Prvo doba
Dvama važnim brakovima tijekom Prvog doba Međuzemlja pomiješala se vilenjačka i krv smrtnika.
Prvi od ovih brakova je bio između smrtnika Berena, iz Bëorove kuće, i Lúthien, kćeri vilenjaka Thingola, kralja Sindara, i Maie Melian. Beren je poginuo u pokušaju preotimanja Silmarila, a očajni Lúthienin duh napustio je njeno tijelo i stigao u Mandosove dvore. Ganut Lúthieninom pjesmom Mandos im je dopustio zajedničku sudbinu pa su se ponovno utjelovili u Međuzemlju kao smrtnici, gdje su živjeli do svoje druge smrti.
Njihov sin Dior, nasljednik Silmarila i sindarinskog kraljevstva Doriath, imao je jednu četvrtinu vilenjačke i jednu četvrtinu maiarske krvi (dakle polubesmrtan), a polovinu ljudske (dakle polusmrtan). Pošto je rođen nakon ponovnog utjelovljenja svojih roditelja priroda njegove besmrtnosti nije sasvim jasna. U svakom slučaju, ubijen je dok je još bio mlad u napadu Fëanorovih sinova na Doriath.
Diorova žena je bila Nimloth, sindarinska vilenjakinja, s kojom je imao troje djece: Elwing, Eluréd i Elurín. Eluréd i Elurín su, ili pobjegli, ili ubijeni zajedno s Diorom, o njima ništa više nije poznato, a Elwing je pobjegla na Ušća Siriona.
Drugi brak između Ljudi i Viljenjaka u Prvom dobu je bio onaj Tuora iz Hadorove kuće, druge grane Edaina, i Idril Celebrindal, vilenjakinje, koja je porijeklom bila poluNoldorka i poluVanyarka. Njihov sin je Eärendil. Nakon pada Gondolina, Eärendil je također pobjegao na Ušća Siriona, i oženio Elwing. Imali su dvojicu sinova, Elronda i Elrosa. Sinovi su bili šesnaestinom Maiari, devet šesnaestina vilenjaci (pet tridesetdrugina Vanyari, tri tridesetdrugine Noldori, pet šesnaestina Sindari) i tri osmine ljudi (četvrtinom iz Bëorove kuće, šesnaestinom iz Halethine kuće, šesnaestinom iz Hadorove kuće).

### Nakon Gnjevnog rata
Nakon završetka Gnjevnog rata, Manwë je dopusti da preživjeli Poluvilenjaci i njihovi potomci sami izaberu svoju sudbinu: da budu ubrojeni među vilenjake (slobodni prebivati u blagoslovljenim zemljama toliko dugo koliko potraje Arda) ili među Ljude (imaju pravo na neopisiv dar ljudima, nakon smrti, njihovi duhovi oslobođeni su kako bi ušli u nepoznato onkraj Arde). Ovaj izbor mogli su odgoditi, iako ne neograničeno.
Eärendil bi radije bio odabrao ljudski rod, ali je Elwing, ponajviše zbog Lúthien, radije pristala uz vilenjake. Štoviše, jer je pomoću Silmarila dospio u Neumiruće zemlje, Eärendil se nije smio vratiti u smrtne zemlje. Potom je poslan na vječnu plovidbu nebom u svom brodu Vingilotu, s Berenovim i Lúthieninim Silmarilom privezanim na čelo. U Međuzemlju su ga prozvali Gil-Estelom, Zvijezdom dobre nade. Svjetlost Silmarila bila je uhvaćena u Galadrijelinu bočicu koju je kasnije dala Frodu. Za Elwing je podignut toranj na obalama Amana gdje je dočekivala Eärendila.
Elros je odabrao da ga pribroje smrtnicima i tako postao prvi kralj Númenora Tar-Minyatur. Kraljevi su imali slobodu i milost svojevoljno umrijeti pa je u petstotoj godini preminuo. Elrosovi nasljednici nisu imali izbor birati rasu, iako su živjeli mnogo duže od običnih ljudi. Kasniji kraljevi Númenora, Elrosovi potomci, prezreli su izbor njihova praoca što je pospiješilo propast Númenora.
Elrond je izabrao da bude ubrojen među vilenjake, pridružio se Gil-galadovu dvoru gdje je bio sve do kraja Drugog doba. Nakon pada Eregiona osnovao je Rivendell — utočište poluvilenjaka. Oženio je vilenjakinju Celebrían, Celebornovu i Galadrielinu kćer, i nakon okončanja Rata za Prsten otplovio na Zapad.
Elrondova djeca su također imala izbor rase, pa je Arwen mogla izabrati da ju se ubroji među Edaine iako se njen otac nadao da će s njim otići u Dom vilenjaka na Zapad. Odabrala je udati se za Aragorna II Elessara, kralja Ponovo Ujedinjenog Kraljevstva. Nakon Aragornove, smrti sama i žaleći zbog kratkoće ljudske srećom pošla je u Lothlórien gdje je i umrla. Ni njihov sin Eldarion ni njihove kćeri nisu bili poluvilenjaci nego obnovljeni Dúnedaini.
U Tolkienovim knjigama ne navodi se jesu li Arwenina braća, Elladan i Elrohir, izabrali biti Edaini ili Eldari. No, njihova odluka mogla se očitovati njihovim pridruživanjem ocu na njegovu odlasku preko mora, oni su ipak ostali, bar još neko vrijeme, u Rivendellu, pa neki čitatelji zaključuju da su iskoristili svoje pravo i živjeli i umrli u Međuzemlju kao Edaini.

### Ostale linije
U Dol Amrothu je bila živa predaja da je Imrazôr Númenórejac oženio vilenjakinju pa su stoga njegovi potomci, prinčevi Dol Amrotha, također vilenjačkog porijekla. Legolas je pri susretu s Princom Imrahilom zbog njegova izgleda bio uvjeren u istinitost ove predaje. No, o ovome se u  Gospodaru prstenova više ne govori. U Nedovršenim pripovijestima, Imrazôrova žena se navodi kao Mithrellas službenica vilenjakinje Nimrodel koje su nakon buđenja zla u Moriji izbjegle iz Lothlóriena na obalu.
U Hobitu se spominje glasina među Hobitima da je jednom obitelj Took, od kojih potječe i Bilbo Baggins, imala "vilu" (vilenjakinju) za nevjestu. Ali tvrdnja je odmah napuštena kao jednostavno objašnjenje ponekad čudnog ponašanja Tookovih.
U Knjizi izgubljenih pripovijesti (objavljenoj u dva dijela), mladi Tolkien prvotno je zamislio da Eärendil, tada nazvan Earendel, bude prvi poluvilenjak. U ranoj inačici pripovijesti o Berenu i Lúthien, Beren je vilenjak. U prvotnoj inačici priče o Túrinu spominje se Tamar, lik kojega je kasnije Tolkien preimenovao u Brandir, kao poluvilenjak; Tolkien je ovo spomenuo na način koji podrazumijeva da poluvilenjačko porijeklo u vrijeme pisanja priče nije smatrao posebno značajnim.

## Genealogija poluvilenjaka
Poluvilenjaci imaju tri porijekla. Njihovi preci su bili muškarci iz plemena Edaina (prvi je Beren, otac Diorov, drugi i treći potječu od Tuora, Eärendilova oca). Vilenjačko porijeklo vuku od Eldara (Noldorka Idril majka je Tuorova, a Luthien je kći Thingolova). Maiarska krv dolazi preko Luthien jer je njana majka Melian. Poluvilenjaci su iznjedrili Elrosove ljudske linije: Kraljeve Numenora, knezove Andúnië, zatim kraljeve Arnora i Gondora, te liniju vilenjaka Elronda: braću Elladana, Elrohira i sestru Arwen, Kraljicu Arnora i Gondora.
██ Vilenjaci
██ Ljudi
██ Poluvilenjaci
██ Maiari
|       |       |       |       |       |       |          |          |          |          |          |          |       |       |       |       |       |       |       |       | Elwë Thingol | Elwë Thingol | Elwë Thingol      | Elwë Thingol      | Elwë Thingol      | Elwë Thingol      |                   |                   |         |         |                 |                 | Melian          | Melian          | Melian          | Melian          | Melian    | Melian    |
|       |       |       |       |       |       |          |          |          |          |          |          |       |       |       |       |       |       |       |       | Elwë Thingol | Elwë Thingol | Elwë Thingol      | Elwë Thingol      | Elwë Thingol      | Elwë Thingol      |                   |                   |         |         |                 |                 | Melian          | Melian          | Melian          | Melian          | Melian    | Melian    |
|       |       |       |       |       |       |          |          |          |          |          |          |       |       |       |       |       |       |       |       |              |              |                   |                   |                   |                   |                   |                   |         |         |                 |                 |                 |                 |                 |                 |           |           |
|       |       |       |       |       |       |          |          |          |          |          |          |       |       | Beren | Beren | Beren | Beren | Beren | Beren |              |              |                   |                   |                   |                   | Lúthien           | Lúthien           | Lúthien | Lúthien | Lúthien         | Lúthien         |                 |                 |                 |                 |           |           |
|       |       |       |       |       |       |          |          |          |          |          |          |       |       | Beren | Beren | Beren | Beren | Beren | Beren |              |              |                   |                   |                   |                   | Lúthien           | Lúthien           | Lúthien | Lúthien | Lúthien         | Lúthien         |                 |                 |                 |                 |           |           |
|       |       |       |       |       |       |          |          |          |          |          |          |       |       |       |       |       |       |       |       |              |              |                   |                   |                   |                   |                   |                   |         |         |                 |                 |                 |                 |                 |                 |           |           |
| Idril | Idril | Idril | Idril | Idril | Idril |          |          |          |          |          |          | Tuor  | Tuor  | Tuor  | Tuor  | Tuor  | Tuor  |       |       | Dior         | Dior         | Dior              | Dior              | Dior              | Dior              |                   |                   |         |         |                 |                 | Nimloth         | Nimloth         | Nimloth         | Nimloth         | Nimloth   | Nimloth   |
| Idril | Idril | Idril | Idril | Idril | Idril |          |          |          |          |          |          | Tuor  | Tuor  | Tuor  | Tuor  | Tuor  | Tuor  |       |       | Dior         | Dior         | Dior              | Dior              | Dior              | Dior              |                   |                   |         |         |                 |                 | Nimloth         | Nimloth         | Nimloth         | Nimloth         | Nimloth   | Nimloth   |
|       |       |       |       |       |       |          |          |          |          |          |          |       |       |       |       |       |       |       |       |              |              |                   |                   |                   |                   |                   |                   |         |         |                 |                 |                 |                 |                 |                 |           |           |
|       |       |       |       |       |       |          |          |          |          |          |          |       |       |       |       |       |       |       |       |              |              |                   |                   |                   |                   |                   |                   |         |         |                 |                 |                 |                 |                 |                 |           |           |
|       |       |       |       |       |       | Eärendil | Eärendil | Eärendil | Eärendil | Eärendil | Eärendil |       |       |       |       |       |       |       |       |              |              | Elwing            | Elwing            | Elwing            | Elwing            | Elwing            | Elwing            |         |         | Eluréd i Elurín | Eluréd i Elurín | Eluréd i Elurín | Eluréd i Elurín | Eluréd i Elurín | Eluréd i Elurín |           |           |
|       |       |       |       |       |       | Eärendil | Eärendil | Eärendil | Eärendil | Eärendil | Eärendil |       |       |       |       |       |       |       |       |              |              | Elwing            | Elwing            | Elwing            | Elwing            | Elwing            | Elwing            |         |         | Eluréd i Elurín | Eluréd i Elurín | Eluréd i Elurín | Eluréd i Elurín | Eluréd i Elurín | Eluréd i Elurín |           |           |
|       |       |       |       |       |       |          |          |          |          |          |          |       |       |       |       |       |       |       |       |              |              |                   |                   |                   |                   |                   |                   |         |         |                 |                 |                 |                 |                 |                 |           |           |
|       |       |       |       |       |       |          |          |          |          |          |          |       |       |       |       |       |       |       |       |              |              |                   |                   |                   |                   |                   |                   |         |         |                 |                 |                 |                 |                 |                 |           |           |
|       |       |       |       |       |       |          |          |          |          | Elros    | Elros    | Elros | Elros | Elros | Elros |       |       |       |       | Elrond       | Elrond       | Elrond            | Elrond            | Elrond            | Elrond            |                   |                   |         |         |                 |                 | Celebrían       | Celebrían       | Celebrían       | Celebrían       | Celebrían | Celebrían |
|       |       |       |       |       |       |          |          |          |          | Elros    | Elros    | Elros | Elros | Elros | Elros |       |       |       |       | Elrond       | Elrond       | Elrond            | Elrond            | Elrond            | Elrond            |                   |                   |         |         |                 |                 | Celebrían       | Celebrían       | Celebrían       | Celebrían       | Celebrían | Celebrían |
|       |       |       |       |       |       |          |          |          |          |          |          |       |       |       |       |       |       |       |       |              |              |                   |                   |                   |                   |                   |                   |         |         |                 |                 |                 |                 |                 |                 |           |           |
|       |       |       |       |       |       |          |          |          |          |          |          |       |       |       |       |       |       |       |       |              |              |                   |                   |                   |                   |                   |                   |         |         |                 |                 |                 |                 |                 |                 |           |           |
|       |       |       |       |       |       |          |          |          |          |          |          |       |       |       |       |       |       |       |       |              |              | Elladan i Elrohir | Elladan i Elrohir | Elladan i Elrohir | Elladan i Elrohir | Elladan i Elrohir | Elladan i Elrohir |         |         | Arwen           | Arwen           | Arwen           | Arwen           | Arwen           | Arwen           |           |           |

## Vanjske poveznice
- Enciklopedija Arde stranica o Arwen